# بایول-نوویل
بایول-نوویل (به فرانسوی: Bailleul-Neuville) یک کمون (فرانسه) در فرانسه است که در canton of Londinières واقع شده‌است. بایول-نوویل ۱۳٫۱۴ کیلومتر مربع مساحت دارد ۱۰۳ متر بالاتر از سطح دریا واقع شده‌است.